# Rousham House

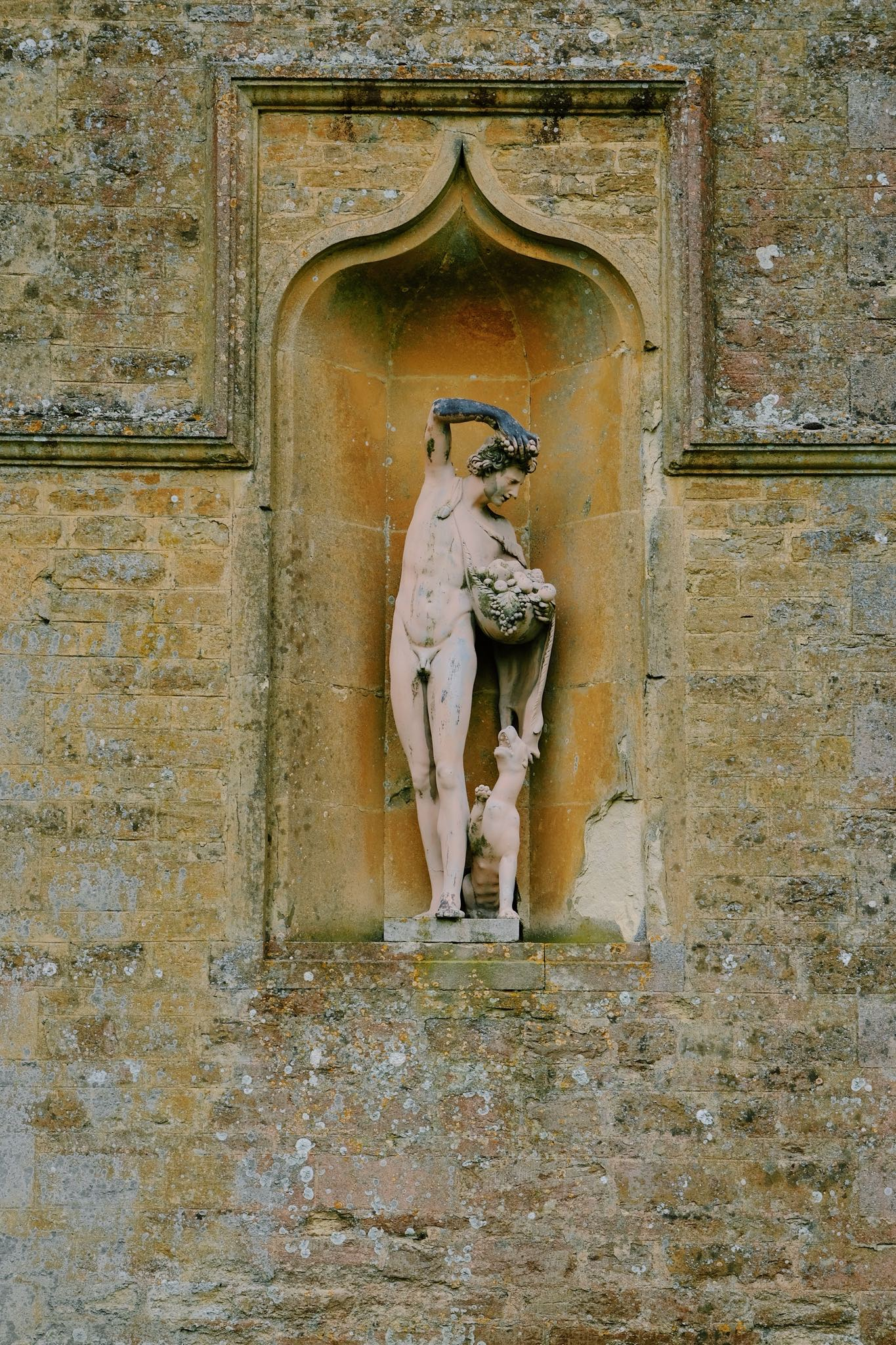
Scultura a Rousham House

Rousham House è una storica casa di campagna in stile giacobita del villaggio inglese di Rousham nella contea dell'Oxfordshire (Inghilterra centrale): realizzata negli anni trenta del XVII secolo e rimaneggiata nel corso del XVIII e del XIX secolo, è da circa 400 anni la residenza della famiglia Dormer.
L'edificio è classificato come palazzo di primo grado.

## Storia
La residenza venne realizzata intorno al 1635 per volere di Sir Robert Dormer sulle fondamenta di alcuni edifici preesistenti.  Alla morte di Robert Dormer, avvenuta nel 1649, la casa venne ereditata dal figlio omonimo, che in seguito operò un'opera di restauro della struttura, danneggiata nel corso della guerra civile inglese.
Nel 1719, Rousham House venne ereditata dal colonnello Robert Dormer-Cottrell, che incaricò l'architetto Charles Bridgeman di rimodellare i giardini. I lavori di ristrutturazione vennero completati nel 1737, ma a partire dall'anno seguente, vennero ulteriormente rimodellati dall'architetto William Kent su incarico del nuovo proprietario di Rousham House, il generale James Dormer, fratello di Rober Dormer-Cottrell.
Kent venne quindi incaricato dal nuovo prorietario di Rousham House, Sir Clemente Cottrell-Dormer, cugino di primo grado di James Dormer, che aveva ereditato la casa nel 1741, per operare un'ulteriore ristrutturazione dell'edificio. Kent aggiunse due nuove ali e ridisegnò sensibilmente gli interni dell'edificio: opera di Kent furono la biblioteca e il salotto, quet'ultimo descritto dallo studioso Nicolas Pevsner come "una delle più belle tra le piccole sale dell'Inghilterra del XVIII secolo".
In seguito, nel 1876, venne ridisegnata la facciata settentrionale della casa su progetto dell'architetto John Henry St Aubin, che fece sostituire le originali vetrate ottagonali con delle grandi lastre di vetro.

## Architettura
Rousham House si erge su un terrapieno che si affaccia sul fiume Cherwell.
Nei giardini sono presenti laghetti, cascate e sono adornati con statue e tempietti in stile classico.